# Soad Hosny
Soad Hosny (El Cairo, Egipto; 26 de enero de 1943 - Londres, Inglaterra, Reino Unido; 21 de junio de 2001) fue una actriz de cine, teatro y televisión egipcia.

## Biografía
Actriz y cantante egipcia y ella es una artista polifacética, es una de los artistas más famosa de Egipto y el mundo árabe. Su apellido era "cenicienta de la pantalla árabe" Y "Cenicienta del cine egipcio", siendo de las actrices más influyentes en el Mundo Árabe.
Fue elegida  en celebración del centenario del cine egipcio año 1996, quedó en el segundo lugar en la encuesta de la mejor actriz en la historia del cine egipcio. Los críticos eligieron ocho películas que ella protagonizó en mejor lista cien películas. Así, la actriz convirtió en poseedora del récord de  participación con Ftaten Hamama.

## Vida personal

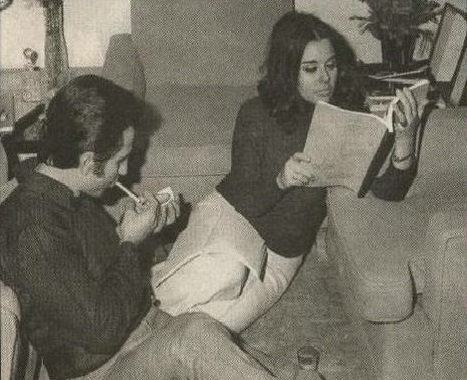
Soad Hosny con Ali Badrakhan

Souad Hosny nació en el barrio Bulaq de El Cairo.  Su padre, cuyos orígenes se remontan al Levante, su padre es Mohamed Kamal Hossny al Baba al famoso calígrafo árabe que se trasladó desde Siria con su padre "Hossny al Baba". Era un cantante famoso en Damasco en 1920, para ser nombrado calígrafo en el Instituto Real de calígrafo árabe, y su madre, Jawhara Mohamed Hossny, es egipcia, y ella también pertenece a una familia Homsi. Souad, la hermana de la cantante Najat AL Saghira sus padres se divorciaron cuando ella tenía 5 años, y su madre se casó con el segundo marido, Abdel Moneim Hafez, el inspector de educación en El Cairo, y bajo su custodia sus tres hijas. Souad no ingresó a escuelas regulares y su educación se limitó al hogar, entre ella y su primo Anwar al- Baba, el artista sirio, en 1963 en la casa del artista Muhamed Shamil. 

## Vida privada
Soad se casó cinco veces durante su vida, la fecha de su muerte, el 21 de junio de 2001, coincide con el cumpleaños de Abdel Halim Hafez el 21 de junio de 1929, y su matrimonio consuetudinario duró casi seis años, cuando se separaron en 1965. Un año después, Souad se casó con el fotógrafo y director Salah. Karim durante unos dos años, cuando se divorciaron en 1968, se casó con Ali Badrakhan, hijo del director Ahmed Badrakhan, en 1970, y su matrimonio con él duró once años, hasta que se separaron en 1981, y luego en el mismo año, se casó con Zaki Fateen Abdel Wahab, hijo de Laila Murad y Fatin Abdel Wahab, quien era estudiante de último año de dirección en el Instituto de Cine, pero se separaron después de solo varios meses de matrimonio debido a la oposición de la madre de "Zaki". Su último matrimonio fue en 1987 con el guionista Maher Awad, quien murió mientras ella estaba bajo su custodia. A pesar de sus muchos matrimonios, nunca usó un vestido de novia en ninguno de ellos, y no dio a luz a ningún hijo o hija a pesar de sus múltiples embarazos de Ali Badrakhan, donde terminó en un aborto espontáneo debido a la presión que se le impuso.

## Muerte
Murió tras caer desde el balcón de un apartamento en el sexto piso del edificio Stuart Tower de Londres el 21 de junio de 2001, y su muerte desató una polémica que hasta el momento no ha amainado, pues hay sospechas sobre su asesinato y no sobre su suicidio. como anunció la policía británica, muchos creen, especialmente su familia, que ella murió. En Egipto estaban interesados en su muerte, y el presidente egipcio Mohamed Hosni Mubarak en ese momento le pidió al embajador egipcio en Londres, Adel Al-Jazzar, que terminara rápidamente los arreglos para su regreso a El Cairo. El cuerpo fue recibido en el aeropuerto de El Cairo por delegaciones oficiales de los Ministerios de Cultura e Información, Interior y Relaciones Exteriores, un representante del Presidente de la República, el Consejo de Actores y Sindicato de Actores de Cine, amigos y familiares.

## Películas
Tiene unas 82 películas de ellos
- Take care of zuzu
- Small for love
- Karnak
- Second wife
- Money and women
- A date in the tower
- Suspect
- Men only
- Girls and summer
- Hunger
- Afghanistan why

También protagonizó una serie de televisión llamada Él y ella con Ahmed Zaki, además de 8 series de radio.

## Premios
Mejor Actriz del Primer Festival Nacional de Cine en 1971 por su papel en Amanecer y Amanecer.
- Recibió cinco premios del Ministerio de Cultura de Egipto por las películas The Second Wife, Sunset and Sunrise, Where is my mind, Karnak, Shafiqa y Metwally.
- Premio a la Mejor Actriz de la Asociación de Cine Egipcio cinco veces por sus papeles en las películas Ayna Akli, Karnak, Shafiqa, Metwally, Dinner Date y Love in the Dungeon.
- Mejor Actriz de la Society of Cinematography por la película Shepherd and Women.
- Mejor Actriz del Ministerio de Información de Egipto en 1987 en el Festival de Televisión por su papel en la serie Él y Ella.
- Un certificado de reconocimiento del expresidente de Egipto Anwar El-Sadat en el Día del Arte en 1979 por su donación artística.